# Oratorienchor Köln
Der Oratorienchor Köln e. V. ist ein deutscher Chor mit Sitz in Köln.
Der Chor wurde 1957 von Gerhard Bork als Chorgemeinschaft im evangelischen Stadtkirchenverband gegründet. Der Chor setzte sich damals vorwiegend aus Kirchenmusikern, angehenden Kirchenmusikern und Laien zusammen. Ein Schwerpunkt des Chores war die Pflege des Chorwerkes von Johann Sebastian Bach. Eine besondere Bedeutung für das Kölner Kulturleben hatte 1965 die erste Aufführung des Oratoriums Paulus von Felix Mendelssohn Bartholdy an der Kölner Oper seit seiner Verfemung durch die Nationalsozialisten.  Es folgte 1969 die Aufführung des Elias im Kölner Gürzenich. Weitere Akzente des Chores waren 1958 die Erstaufführung des Glaubensbekenntnisses von Günter Raphael, 1959 des Bildoratoriums Weihnacht von Heinz Werner Zimmermann und 1975 die deutsche Erstaufführung des Requiems von Camille Saint-Saëns in St. Peter (Köln). Nach dem Ausscheiden von Gerhard Bork aus Altersgründen folgte 1981 Wolfgang Karius als Chorleiter. Von 1982 bis 1986 leitete Paul Nancekievill den Chor. Von 1986 bis Sommer 2018 hatte Andreas Meisner die musikalische Leitung. 1989 erfolgte die Umbenennung auf den Namen Oratorienchor Köln im evangelischen Stadtkirchenverband. Gastspiele führten den Chor zum Flandernfestival, an die Kirche Madeleine in Paris, nach Rumänien sowie an die Kathedrale von Liverpool. Nach Arndt Martin Henzelmann übernahm Anfang 2022 Joachim Geibel die Leitung des Chores. 

## Tondokumente
- Weihnachtliche Chor- und Orgelmusik aus dem Altenberger Dom. Mitra 1998.
- Felix Mendelssohn Bartholdy: Paulus. 1997.
- Giuseppe Verdi: Quattro pezzi sacri. 1996.